# Stepanida Borissova
Pour les articles homonymes, voir Borissova.
Stepanida Iliinichna Borissova (Степанида Ильинична Борисова), dite Stepanida Borissova, est une chanteuse chamaniste et une actrice de théâtre née le 15 avril 1950 à Teligi dans le district de Méguino-Kangalas de la république de Sakha, un sujet fédéré de la Russie.  En collaboration avec d'autres artistes, elle a travaillé à un développement moderne de la culture iakoute et s'est produite dans le monde entier. Elle est surnommée la conscience de la nation yakoute et a été nommée artiste émérite de Russie (2005).

## Biographie
Après avoir étudié à l'École Mikhaïl-Chtchepkine de Moscou, elle commence sa carrière au théâtre Platon Oiunsky de Sakha (ru) à Iakoutsk en 1974.
Stepanida Borissova se lance en tant que chanteuse à partir des années 1980, tout d'abord dans une adaptation de La Bonne Âme du Se-Tchouan, une pièce de Bertolt Brecht, puis avec le groupe d'ethnorock Cholbon (ru). À partir de 1998, elle a aussi travaillé avec le percussionniste Pavel Fajt (de).
Elle pratique le toyuk (chant d'éloge) en improvisant à partir de ce qu'elle ressent, mais aussi l'udagan kurduk, une vibration de la voix aux effets magiques, ainsi que le kylissah et le kylihat, des techniques employées pour raconter l'Olonkho, l'épopée des Yakoutes qui relate des luttes contre des créatures malveillantes. Elle se base sur la façon de chanter de sa région apprise au contact de son père, Ilia Semenov, qui chantait l'Olonkho de manière professionnelle.
Elle a aussi été actrice au cinéma, en particulier en interprétant Hoelun, la mère de l'empereur, dans le film Genghis Khan, la légende d'un conquérant, sorti en France en 2009 et réalisé par son mari, Andrei Borissov (ru), qui a également été directeur du théâtre Sakha Oiunsky et ministre de la culture et du développement spirituel de la république de Sakha.